# Ранинг
Ранинг (нем. Raning) — коммуна в Австрии, в федеральной земле Штирия. 
Входит в состав округа Фельдбах.  Население составляет 817 человек (на 31 декабря 2005 года). Занимает площадь 8,2 км².

## Политическая ситуация
Бургомистр коммуны — Алойс Вайнцеттль (АНП) по результатам выборов 2005 года.
Совет представителей коммуны (нем. Gemeinderat) состоит из 9 мест.
- АНП занимает 8 мест.
- СДПА занимает 1 место.